# Curcuma amada
Pour les articles homonymes, voir Amada.
Espèce
Classification phylogénétique
Curcuma amada  (Curcuma Gingembre-Mangue)  est une plante herbacée rhizomateuse vivace du genre Curcuma de la famille des Zingibéracées.
Son rhizome est très semblable à celui du Gingembre mais a un goût de mangue encore verte.
En Inde du Sud et dans les Mascareignes, il est utilisé pour faire des condiments.